# Championnat panaméricain féminin de handball 1991
Navigation
États-Unis 1989 Brésil 1997
Le 3e Championnat panaméricain féminin de handball s'est déroulé au Brésil, du 30 septembre au 6 octobre 1991.
La compétition est remportée par les États-Unis, qui sont qualifiés pour les Jeux olympiques d'été de 1992.

## Tour préliminaire

### Groupe A
|   | Équipe     | Pts | J | G | N | P | Bp  | Bc  | Diff |
| - | ---------- | --- | - | - | - | - | --- | --- | ---- |
| 1 | États-Unis | 6   | 3 | 3 | 0 | 0 | 116 | 30  | 86   |
| 2 | Brésil     | 4   | 3 | 2 | 0 | 1 | 62  | 62  | 0    |
| 3 | Paraguay   | 2   | 3 | 1 | 0 | 2 | 64  | 87  | -23  |
| 4 | Porto Rico | 0   | 3 | 0 | 0 | 3 | 37  | 100 | -63  |

| 30 septembre 16:00 | États-Unis | 50–9 | Paraguay |  |

| 30 septembre 20:30 | Brésil | 61–2 | Porto Rico |  |

| 1 octobre 18:30 | États-Unis | 66–5 | Porto Rico |  |

| 1 octobre 20:00 | Brésil | 43–6 | Paraguay |  |

| 3 octobre 18:30 | Paraguay | 31–8 | Porto Rico |  |

| 3 octobre 20:00 | États-Unis | 24–19 | Brésil |  |

### Groupe B
|   | Équipe    | Pts | J | G | N | P | Bp | Bc | Diff |
| - | --------- | --- | - | - | - | - | -- | -- | ---- |
| 1 | Canada    | 4   | 2 | 2 | 0 | 0 | 76 | 18 | 58   |
| 2 | Argentine | 2   | 2 | 1 | 0 | 1 | 28 | 45 | -17  |
| 3 | Uruguay   | 0   | 2 | 0 | 0 | 2 | 18 | 59 | -41  |

| 30 septembre 14:30 | Canada | 40–9 | Uruguay |  |

| 1 octobre 17:00 | Argentine | 19–9 | Uruguay |  |

| 2 octobre 17:00 | Canada | 36–9 | Argentine |  |

## Tour final
|   | Équipe     | Pts | J | G | N | P | Bp | Bc  | Diff |
| - | ---------- | --- | - | - | - | - | -- | --- | ---- |
| 1 | États-Unis | 6   | 3 | 3 | 0 | 0 | 98 | 49  | 49   |
| 2 | Canada     | 4   | 3 | 2 | 0 | 1 | 81 | 64  | 17   |
| 3 | Brésil     | 2   | 3 | 1 | 0 | 2 | 74 | 65  | 9    |
| 4 | Argentine  | 0   | 3 | 0 | 0 | 3 | 35 | 110 | -75  |

| 5 octobre 18:30 | Canada | 25–24 | Brésil | Ginasio do Clube Olimpico de Maringa, Maringá |

| 5 octobre 20:30 | États-Unis | 43–10 | Argentine | Ginasio do Clube Olimpico de Maringa, Maringá |

| 6 octobre 15:30 | Brésil | 31–16 | Argentine | Ginasio do Clube Olimpico de Maringa, Maringá |

| 6 octobre 17:00 | États-Unis | 31–20 | Canada | Ginasio do Clube Olimpico de Maringa, Maringá |

## Matchs de classememt
|   | Équipe     | Pts | J | G | N | P | Bp | Bc | Diff |
| - | ---------- | --- | - | - | - | - | -- | -- | ---- |
| 5 | Paraguay   | 4   | 2 | 2 | 0 | 0 | 48 | 12 | 36   |
| 6 | Uruguay    | 2   | 2 | 1 | 0 | 1 | 27 | 25 | 2    |
| 7 | Porto Rico | 0   | 2 | 0 | 0 | 2 | 16 | 54 | -38  |

| 5 octobre 16:30 | Uruguay | 23–8 | Porto Rico |  |

| 6 octobre 14:00 | Paraguay | 17–4 | Uruguay |  |

## Classement final
| Rang                         | Équipe     |
| ---------------------------- | ---------- |
| Médaille d'or, Amérique      | États-Unis |
| Médaille d'argent, Amérique  | Canada     |
| Médaille de bronze, Amérique | Brésil     |
| 4                            | Argentine  |
| 5                            | Paraguay   |
| 6                            | Uruguay    |
| 7                            | Porto Rico |